# NGC 4361
NGC 4361 is een planetaire nevel in het sterrenbeeld Raaf. Het hemelobject werd op 7 februari 1785 ontdekt door de Duits-Britse astronoom William Herschel. De nevel ligt 2500 lichtjaar van de Aarde verwijderd. Dit objekt kreeg de bijnaam Smoke Ring Nebula.

## Synoniemen
- ESO 573-PN19
- PK 294+43.1